# Strehla
Strehla (górnołuż. Strjela, pol. hist. Strzelin lub Strzała) – miasto w południowo-wschodniej części Niemiec, w kraju związkowym Saksonia, w okręgu administracyjnym Drezno, w powiecie Miśnia. Leży w dolinie Łaby, ok. 30 km od Drezna, przy Via Regia, drodze św. Jakuba z Görlitz do Santiago de Compostela.
Miasto składa się z siedmiu dzielnic: Forberge, Görzig/Trebnitz, Großrügeln, Lößnig, Oppitzsch, Paußnitz i Unterreußen.

## Historia

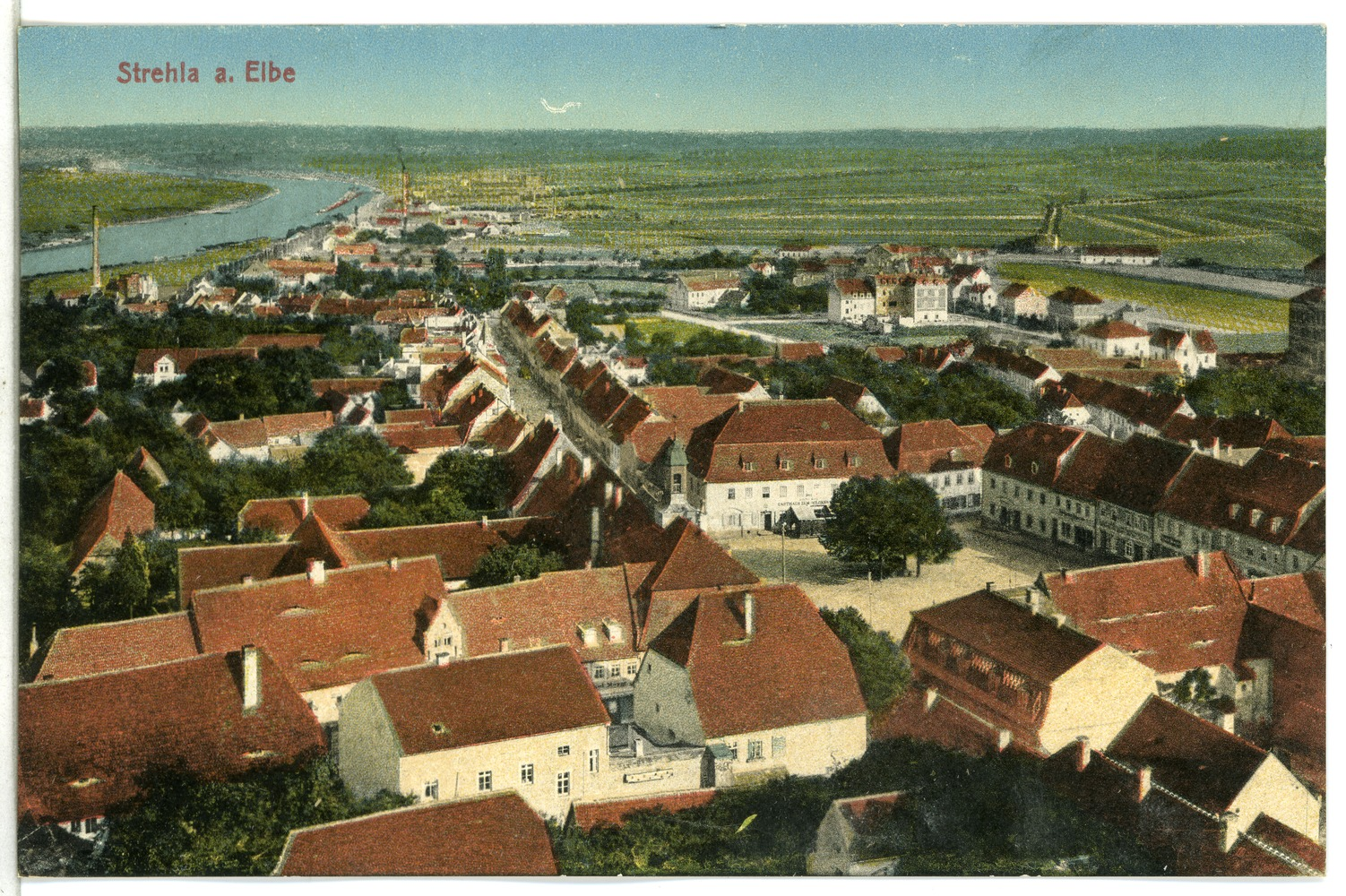
Strehla w 1911

Jako wieś wspomniana po raz pierwszy w dokumentach z roku 1002, gdy Bolesław I Chrobry spalił tutejszy zamek, wracając ze zjazdu w Merseburgu, na którym miała miejsce próba zamachu na jego życie. W trakcie wojny polsko-niemieckiej osada przechodziła z rąk do rąk. Od 1064 tutejszy zamek należał do biskupów naumburskich, a w XIV w. osada znalazła się w posiadaniu czeskiego rodu Pflugk. W latach 1697-1763 Strehla leżała w granicach unijnego państwa polsko-saskiego.
Od 1871 część Niemiec. Pod koniec II wojny światowej 25 kwietnia 1945 doszło tu do spotkania Amerykanów z Sowietami.

## Zabytki
- rynek:
  - ratusz barokowy z 1756 z łacińską inskrypcją upamiętniającą króla Polski Augusta III oraz herbami miasta i rodu Pflugk
  - słup dystansowy z 1729 ozdobiony herbem Rzeczypospolitej, monogramem królewskim i polską koroną królewską
  - apteka z 1729
- renesansowy zamek z przełomu XV i XVI wieku
- kościół późnogotycki (Zum heiligen Leichnam), XV wiek, wewnątrz ambona z roku 1565
- ogród zoologiczny
- wieża ciśnień z lat 1904-1907

Ponadto:
- pomnik postawiony żołnierzom sowieckim i amerykańskim z okresu II wojny światowej
- tablica pamiątkowa dla 13 nieznanych ofiar marszu śmierci więźniów obozu koncentracyjnego Stalag VIII C z Żagania[potrzebny przypis]
- cmentarz żołnierzy sowieckich poległych podczas II wojny światowej

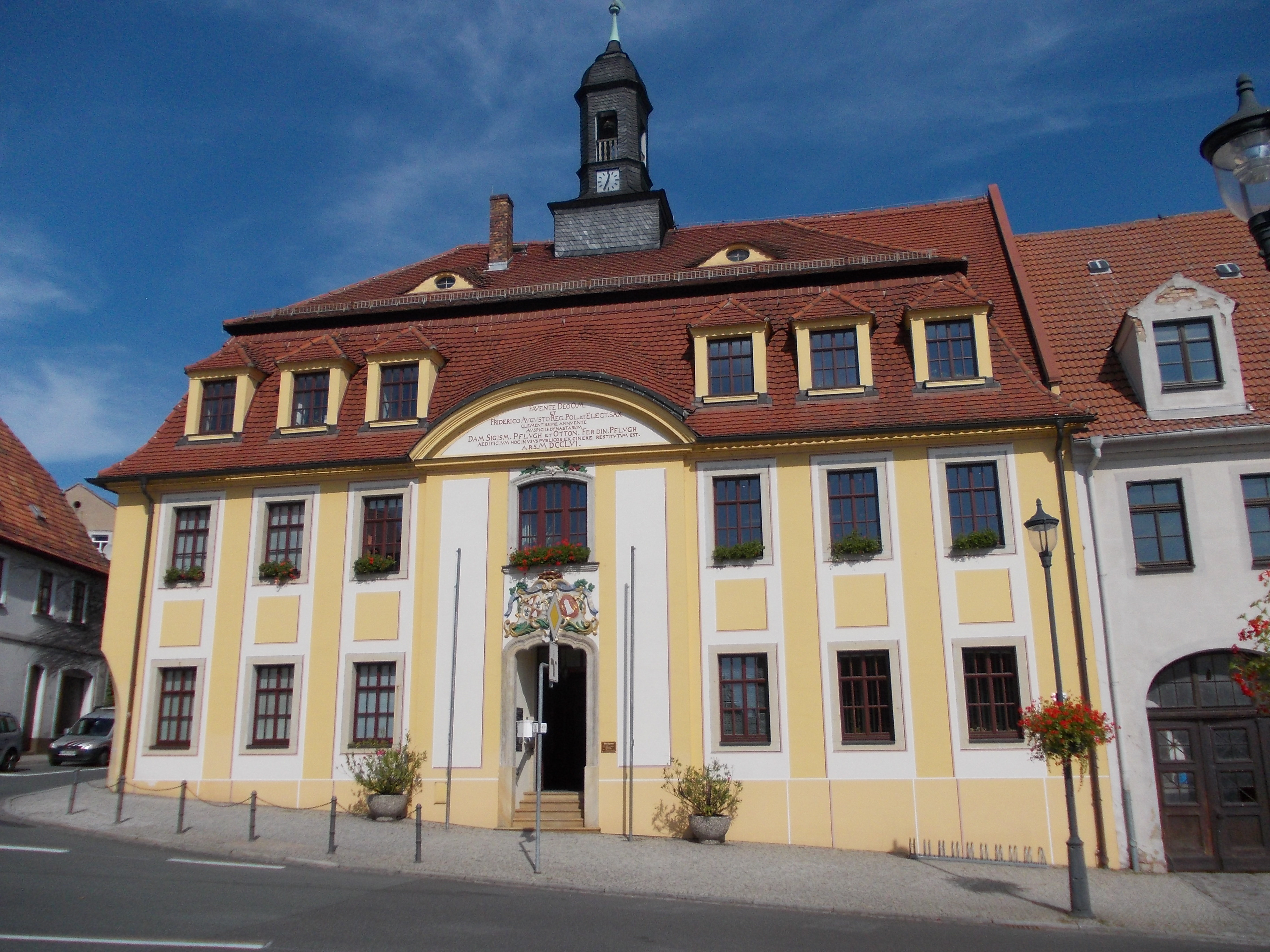
Ratusz
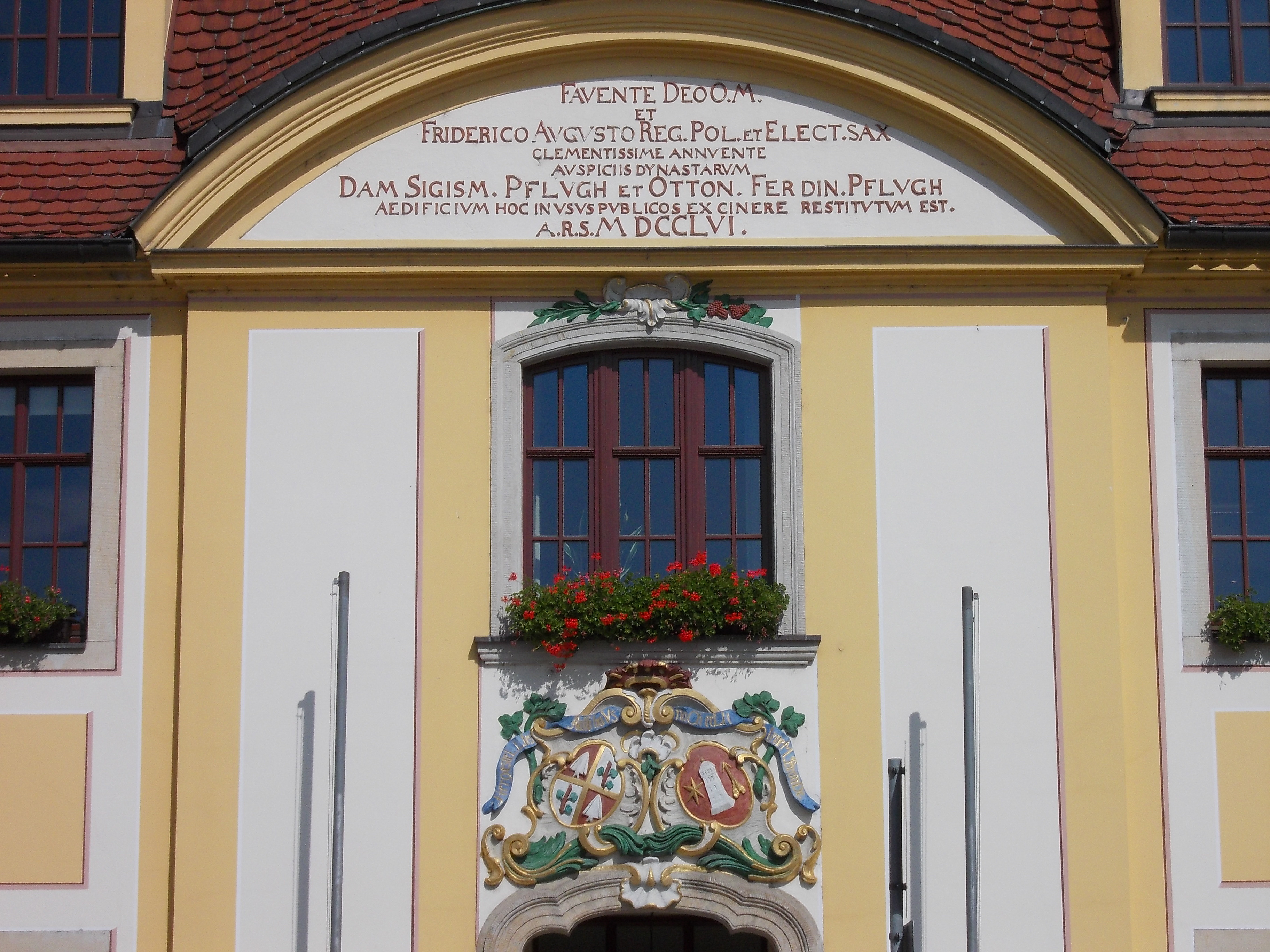
Inskrypcja i herby na fasadzie ratusza
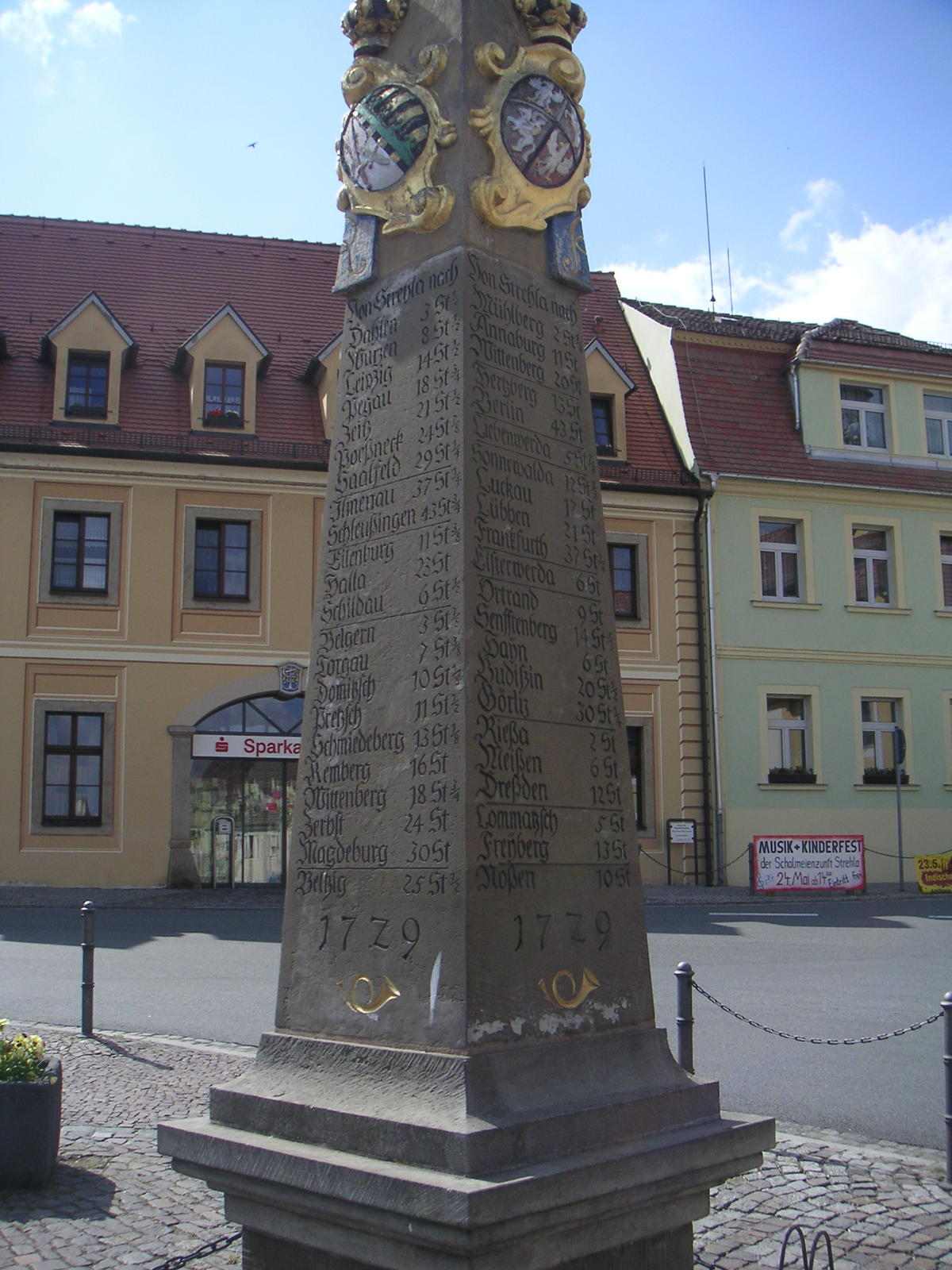
Słup dystansowy
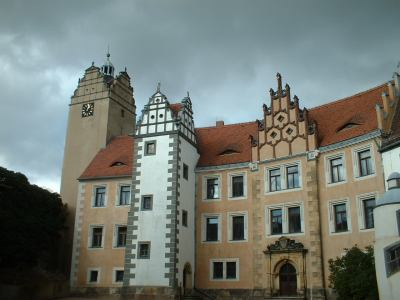
Zamek Strehla

## Współpraca
Miejscowości partnerskie:
- Jedlina-Zdrój, Polska
- Pohlheim, Hesja